# 井上甚三郎
井上 甚三郎（いのうえ じんざぶろう）は、江戸時代後期の水戸藩士。徳川慶喜の傅役を務めた。

## 概要
藩主徳川斉昭に仕え、その命で斉昭七男の七郎麻呂の傅役となった。弘化4年（1847年）七郎麻呂に一橋家相続の命が下ると昭致に従って水戸より江戸に出府し、同年七郎麻呂（慶喜）が一橋家を相続すると引き続き教育役・側近監督として仕えた。
剛直な人柄として知られた。監督する慶喜の近臣たちが慶喜と勝負をする時は、慶喜が慢心を覚えないよう決してわざと負けてはならないと言い含めていたという。またある時、慶喜が近臣たちと遊んでいた打毬で、密かに毬を隠し持って不正を働こうとしていることに気付くと、ざるいっぱいの毬を毬門に投げ込んで不正を無効化し、直言で窘めたという。

## 登場作品
- 青天を衝け（2021年、NHK大河ドラマ、演：山中敦史）